# Karl-Heinz Frey
Karl-Heinz Frey (* 8. April 1950 in Heidelberg; † 2. Januar 2019 in Heidelberg) war ein deutscher Fußballspieler. Der Mittelstürmer gewann 1978 mit dem SV Sandhausen die deutsche Amateurmeisterschaft.

## Karriere
Frey begann seine Karriere im Alter von 18 Jahren beim FV 09 Weinheim in der 1. Amateurliga. Zur Saison 1970/71 wechselte er zum damaligen Regionalligisten VfR Heilbronn. Nach nur einer Saison verließ Karl-Heinz Frey den VfR und wechselte für die Summe von 170.000 DM zum Bundesligisten FC Schalke 04. Nachdem es nach einem guten Start nicht mehr lief, wechselte er am 25. November 1971 zum Regionalligisten SpVgg 07 Ludwigsburg.
Zur Saison 1973/74 kehrte Karl-Heinz Frey zum VfR Heilbronn zurück und erreichte dort mit Spielern wie Martin Kübler, Harry Griesbeck, Helmut Röhrig und Bernd Hoffmann den sechsten Platz. Ein Jahr später qualifizierte er sich mit Heilbronn für die neu geschaffene 2. Liga Süd. Zusammen mit seinem Bruder Otto Frey bildete er in dieser Saison beim VfR die legendären Frey Brothers.
Nach dem Abstieg am Ende der Saison verließ Karl-Heinz Frey den VfR und wechselte zum SV Sandhausen. Ein Angebot des 1. FC Nürnberg schlug er aus. In Sandhausen spielte er bis 1979. In den vier Spielzeiten absolvierte er 108 Spiele und erzielte 42 Tore. 1977 gewann er die deutsche Amateurvizemeisterschaft und 1978 die deutsche Amateurmeisterschaft.
Frey lebte in Eppelheim und war bis zu seiner Pensionierung bei der Arbeitsagentur Heidelberg beschäftigt.